# هارولد شوارتز
هارولد شوارتز (بالإنجليزية: Harold Schwartz)‏ هو شخصية أعمال أمريكي، ولد في 13 مارس 1910، وتوفي في 22 ديسمبر 2003.